# Ionuț Rada (calciatore 1990)
Ionuț Constantin Rada (Târgu Jiu, 16 marzo 1990) è un ex calciatore rumeno, di ruolo difensore.

## Carriera
Formatosi nel Pandurii Târgu Jiu, nel 2014 passa in prestito all'Universitatea Cluj.
Nell'estate 2014 viene ingaggiato dal Mioveni.